# Srpci
Srpci (makedonska: Српци) är en ort i Nordmakedonien. Den ligger i kommunen Bitola, i den sydvästra delen av landet, 100 kilometer söder om huvudstaden Skopje. Srpci ligger 896 meter över havet och antalet invånare är 547.

## Framstående människor födda i byn
Omraam Mikhaël Aïvanhov, kommer från Ivanovi-familjen, filosof, pedagog, mystiker, ockultist, esoteriker och astrolog, respekterad av hans anhängare som en spirituell lärare, filosof, esoteriker. Han grundade det franska vita brödraskapet. Författaren Tode Goreski är hans nära släkting.